# ジョニー・パワーズ
ジョニー・パワーズ（Johnny Powers、本名：Dennis Waters、1943年3月20日 - 2022年12月30日）は、カナダ・オンタリオ州ハミルトン出身のプロレスラー、プロモーター、実業家。
鍛え上げられた肉体から鋼鉄男と称され、また執拗かつ無表情に相手を痛めつける冷徹な試合ぶりから死神の異名をとった。日本ではアントニオ猪木がNWF世界ヘビー級王座を奪取したレスラーとして知られる。

## 来歴・人物

### キャリア初期
レスリングのキャリアを経て、ハミルトンのマックマスター大学在学中の1960年にアメリカ合衆国のデトロイトでプロレスラーとしてデビュー。卒業後、本格的にプロ入りし、1964年にフィラデルフィアでブルーノ・サンマルチノのWWWF世界ヘビー級王座に連続挑戦して注目を集め、恵まれた容姿・体躯と運動神経でトップレスラーとなった（当時のパワーズは金髪をなでつけたハンサム・ガイであり、北米では "The Golden Adonis" または "The Blonde Bomber" などのニックネームを持っていた）。キャリア初期には貴族のギミックを用い、ロード・アンソニー・ランズダウン（Lord Anthony Lansdowne）なるリングネームで活動していたこともある。
1965年にはカナダ第一の繁栄マーケットであるトロントに登場、ここでもサンマルチノへの挑戦や、元NWA世界ヘビー級王者ホイッパー・ビリー・ワトソンとの抗争で名を上げた。この年には後に初期の新日本プロレスでパワーズと共に常連となるカール・ゴッチやタイガー・ジェット・シンもトロントに初登場しており、同地やデトロイト等でパワーズとの対戦記録が残っている。これらアメリカ北東部およびカナダの五大湖地区を中心に、1965年から1966年にかけてはNWAの総本山であるミズーリ州セントルイスや、南部の繁栄地であるフロリダにも進出。ルー・テーズやジン・キニスキーのNWA世界ヘビー級王座にも挑戦するなど広範囲で活躍し、次期世界王者の有力候補の1人と目された。
1966年10月、東京プロレスの旗揚げシリーズに、ミズーリ地区のマッチメイカーでもあったサニー・マイヤースのブッキングで初来日。後にライバルとなるアントニオ猪木と初対決している（シングル戦は一試合のみで、2-1で猪木の勝利）。また、この時の外国人エースであったジョニー・バレンタインとは、1970年代前半に五大湖地区で伝説的な抗争を繰り広げ、ファンを熱狂させることになる。パワーズ自身、後に「猪木とバレンタインとの出会いにより強い影響を受け、自信を与えられた」と語っている。この来日では木村政雄（後のラッシャー木村）とも何度かシングルマッチを行っており、若手の域を出ていなかった木村に全勝している。
日本から帰国後の1967年にはAWAに進出。シカゴやミネアポリスに登場してバーン・ガニアのAWA世界ヘビー級王座にも挑戦。クラッシャー・リソワスキーとは金網デスマッチやテキサス・デスマッチ、ルーザー・リーブス・タウン・マッチなどを行い、AWA各地で抗争を繰り広げた。日本で一緒だったバレンタインとはタッグを組み、ハーリー・レイス&ラリー・ヘニングが保持していたAWA世界タッグ王座に挑戦している。日本では出版物等の記述からローカルレスラーといわれることもあるパワーズだが、このように1960年代は米マットの主要3団体を縦断して活躍していた。

### NWF設立
1960年代末にはオハイオ州クリーブランドを主戦場とするようになり、五大湖地区以外への遠征は少なくなる。北東部の大物プロモーターであったペドロ・マルティネスからの譲渡によりクリーブランドの興行権を取得し、プロモーター業の比重を高めていくと共に、映像制作・販売等の事業も手掛けるようになる。この時期には日本プロレスから遠征してきていた坂口征二とも対戦している。1970年、マルティネスとパワーズはNWAを離脱してNWF（ナショナル・レスリング・フェデレーション）を設立。自らは初代NWF認定世界ヘビー級王者となった（ロサンゼルスにてフレッド・ブラッシーを破り、戴冠したとされる）。同年8月29日にはアクロンにてチーフ・ホワイト・オウルをパートナーに、ダスティ・ローデス&ディック・マードックのテキサス・アウトローズを破りNWF世界タッグ王座も獲得している。パワーズはNWF設立の動機を「オーナー・レスラーになりたかった」「他人に使われるのが嫌いな性分だった」などと語っている。しかし、NWFはNWA傘下のプロモーションだったデトロイトやトロント地区とも提携しており、完全な反NWAの独立インディー団体ではない。
世界王座はまもなくパワーズの手を離れたが、NWFはマルティネスの本拠地であるニューヨーク州バッファローとクリーブランドを中心にアメリカ北東部・カナダとテリトリーを拡大していった。選手は前述のバレンタインをはじめ、ワルドー・フォン・エリック、アーニー・ラッド、アブドーラ・ザ・ブッチャー、ブルドッグ・ブラワー、ドミニク・デヌーチ、カール・フォン・クラップ、スタン・スタージャックなどが集結、更にデトロイトとの提携でザ・シークやボボ・ブラジルら超大物も招聘して繁栄マーケットとした。レスラーとしては主にベビーフェイスのエースとして、バレンタイン、ブッチャー、ブラワー、シークらと抗争を繰り広げた。しかし、NWFは1973年に入る頃から徐々に衰退・縮小していった。
1973年8月24日、パット・パターソンと組み、NWA認定北米タッグ王座の王者チームとしてロサンゼルスのオリンピック・オーディトリアムに登場、新日本プロレスの猪木&坂口の挑戦を受ける。1-2で敗れるが、3本目が反則負けであったため、ルールにより防衛に成功した。しかし、これ以前にパワーズとパターソンがアメリカで同王座を獲得・防衛した記録は見当たらないため、この王座はこの試合のため、新日本プロレスの要請で急造されたものといわれている。これと前後して、ブッカーとしてNWF周辺のレスラーを新日本に斡旋するようになった。
LAでの北米タッグ戦直後の1973年9月、新日本プロレスに初参戦した。この時はタイトル戦は行わなかったが、同年12月にはパターソンとともに、二度目の戴冠を果たしたNWF世界ヘビー級および北米タッグの二冠王として再来日した。北米タッグ王座は12月7日、大阪府立体育館で猪木&坂口の再挑戦を受け、LAと同様の3本目反則負けの結果で再び防衛した。しかしNWF世界王座は、12月10日の東京都体育館大会にて猪木に2-1で破れ、タイトルを明け渡した。以後、この王座は7年半に渡り、新日本の看板タイトルとなる。この敗戦については、王者としてもプロモーターとしても得意の絶頂にあったパワーズが、慢心のために王座を失ったと語られてきた。しかし実際には、当時のパワーズはNWFの衰退およびサイドビジネスである不動産業の不振によって経済的に行き詰っており、タイトルを1万ドルで売却したとされている。
翌1974年1月31日、自身がプロモートしたクリーブランドでのラッド戦にオックス・ベーカーが乱入、当時ベビーフェイスのポジションにいたラッドを滅多打ちにしたことに対し多くの観客が激高し、The Cleveland Riot（クリーブランドの暴動）と呼ばれる騒ぎを引き起こした。それからまもない同年3月には猪木をクリーブランドに招聘してラッドとのNWF戦をプロモートするなどしていたが、1975年初頭を最後に興行団体としてのNWFは事実上消滅する。その後パワーズは、マルティネスが設立に参画し、ミル・マスカラスやルー・テーズらが参加してWWWFと興行戦争を繰り広げていたIWA（インターナショナル・レスリング・アソシエーション）に合流。やがて勢力が衰え主力選手が離脱した同団体を引き継ぎ、ノースカロライナを中心にインディー団体として興行を行っていた。しかし1977年夏頃を最後に、それも休止状態となった。その後はNWFやIWAの運営の経緯から北米のプロモーターに疎んじられていた面もあり、アメリカやカナダでの試合はほとんど行わず、プロレスのビジネスとは疎遠となっていった。

### 新日本プロレスでの活動
新日本プロレスには1973年の初参戦以降も、NWF王座の奪回を旗印に、1974年から1977年までは外国人エースとして毎年一度ずつ来日していた。日本では8の字固めともよばれた必殺技パワーズ・ロックを武器に、足を中心に執拗に痛めつける冷酷な試合ぶりから死神と形容され、シンやアンドレ・ザ・ジャイアントとともに看板外国人として初期の新日本プロレスを支えた。猪木に奪われたNWFヘビー級王座にも1977年3月まで3度挑戦したが、奪回はならなかった（1975年の来日では猪木が負傷欠場のため、挑戦せず）。
1977年3月の来日時は、かつてNWFにも参戦したザ・モンゴルズのメンバーだったマスクド・スーパースターやニコリ・ボルコフとともに第4回ワールドリーグ戦に参加。初戦で前年度優勝の坂口に勝利する好スタートを切ったが、NWF奪回に専念するためリーグ戦を辞退、4月1日に蔵前国技館にて猪木戦に臨むも敗れ、これが最後のNWF挑戦となった。この試合でも蔵前国技館に9500人の観客を集め、日本でのバリューは衰えてはいなかったが、前述のようにこの年の夏頃を最後に北米でのレスラーおよびプロモーターとしての活動が休止状態になり、しばらく来日間隔が開くこととなる。
1979年1月の約2年ぶりの来日では、1月26日に岡山にて坂口に敗れ、長く保持していたNWF北米ヘビー級王座を失った。シリーズの外国人エースの座も同時参戦していたボブ・ループに奪われた形となり、猪木のNWFヘビー級王座への挑戦権もループが手にしている。とはいえ、この時までは新日本のマットではシングルのタイトル戦以外でフォールまたはギブアップ負けをしたことはなく、このシリーズのノンタイトルでの猪木戦も引き分けと無効試合で、別格の戦績を誇っていた。しかし同年11月の来日では、新機軸としてテコンドーをベースとした格闘技路線を打ち出すなどしたが精彩を欠き、初対決の藤波辰巳にフォール負け、シンと初タッグを組んで挑んだ猪木&坂口戦でもあっさりフォールを奪われるなど、戦績も急激に悪化していく。
1980年3月31日、当時新日本プロレスと提携していた国際プロレスが後楽園ホールで開催したスペシャルマッチに参戦し、ラッシャー木村のIWA世界ヘビー級王座に挑戦。1966年の東京プロレス以来、14年ぶりに木村と対戦するも敗退し、木村が若手時代の雪辱を果たした。この試合では木村を一方的に攻め込み、健在ぶりも示したが、直後の同年4月に開催された新日本プロレスの第3回MSGシリーズでは、ストロング小林に敗れて予選1回戦負け、さらに敗者復活1回戦でもティト・サンタナに反則負けして予選落ちし、途中帰国。同年11月の第1回MSGタッグ・リーグ戦にはNWFとIWAを通しての盟友ベーカー（来日中止となったスーパースターの代打）と組んで出場。公式リーグ戦では猪木&ボブ・バックランド、シン&上田馬之助、坂口&小林、藤波&木村健吾、長州力&星野勘太郎、ウィレム・ルスカ&バッドニュース・アレンと対戦したが、途中帰国による2不戦敗（アンドレ&ザ・ハングマンおよびスタン・ハンセン&ハルク・ホーガン戦）を含む8戦全敗で最下位という結果に終った。1980年はシングルとタッグの両リーグ戦に参加するも、ともに全敗で途中帰国という、かつての看板外国人とは思えない散々な戦績を残し、この年がプロレスラーとして最後の来日となった。

### キャリア末期
その後もシンと共同でマレーシアでの興行をプロモートするなど、1982年までは東南アジアや南アフリカのマットに上がっていたが、以降はプロレスのビジネスから離れ、実業家として活動する。北米では同年9月5日のトロントにおけるクルト・フォン・ヘス戦が最後の試合として確認されている。
1990年9月には猪木のレスラー生活30周年記念イベントに出席するため、10年ぶりに来日した。このとき、グレーテスト18クラブ王座の管理者の1人に選ばれている。2003年には "Canadian Pro Wrestling Hall of Fame" にも迎えられた。
近年は実業家としての活動の他に、プロレス興行や総合格闘技のプロモート業にも携わっている。2008年3月に猪木がIGFゲスト参戦の可能性を口にしていたが、実現しなかった。
2022年12月30日、オンタリオ州スミスビルの自宅で死去。

## アントニオ猪木との関係
パワーズと猪木とは多くの相似点が指摘される。共に1943年生まれで1960年にプロレスデビュー、190センチを少し超える（公称）バランスの取れた身体と恵まれた容貌を持ち、早くから将来を期待された。一方、野心家で独立心が強く、若くして大きな組織を離れ、自らの団体を興した。プロレス以外の事業欲も旺盛な点、波乱の多い経営を続けてきた点も似ている。自らプロモートする興行で自身の試合が原因となり、大きな暴動騒ぎを起こしたことまで共通している。
2人の接点は、猪木のアメリカ修行時代に同じ地区で戦った記録はないが、パワーズの初来日は猪木が社長を務めた東京プロレスの旗揚げ興行であった。新日本プロレス登場もこの猪木との関係からと言われてきたが、確実な証言は乏しい。坂口征二も1970年頃にパワーズがプロモートするクリーブランド地区で試合をしており、対戦記録も残っていること、坂口が新日に合流した1973年4月からまもない同年8月に前述のロスでの猪木・坂口対パワーズ・パターソンの試合が実現していることからも、新日とパワーズとの関係を主導したのは坂口の可能性もある。

## エピソード
- 好敵手であったアントニオ猪木はパワーズについて村松友視著『当然プロレスの味方です』の対談で「晩年は力が急激に落ちたが最初は体も顔もよく、すばらしかった」「欠けてる面もあるが、彼とはよい試合をしたと思う」と語っている。1981年発行の『プロレスアルバム NO.14 メモリアル・レスラーズ』では、抜群の素質を持ちながら事業に傾倒し過ぎ、レスラーとして中途半端に終わりつつあったパワーズを「失われた天才レスラー」と評している[35]。一方で、足を集中的に痛めつけて必殺技のパワーズロック（後述）で仕留める単調なファイトスタイルは自分勝手で、相手のことを考えない試合運びしかできず、猪木からもレスラーとしての才能がないと言われたともいう[36]。
- 新日本プロレスに来日した頃は独立団体であるNWFを運営しており、アメリカでもマイナーレスラーとされていたが[37]、外国人ルートの弱い当時の新日本では、NWFヘビー級王座を掛けて猪木と抗争するなどトップレスラーとして活躍した。先述の北米タッグ王座戦でもリング上ではパートナーのパット・パターソンより格上扱いされていたものの、リングを降りるとパターソンにまったく頭が上がらなかったなどといわれる[36]。 しかし実際には北米タッグ戦の行われた1973年の時点では、主要3団体を縦断して幅広い繁栄テリトリーでの実績を積んできたパワーズに対し、パターソンはサンフランシスコを中心とする西海岸以外ではほとんど実績を残していなかった（パターソンが西海岸を離れ、南部、AWA、WWFと転戦して活躍するのは1977年以降）[38]。
- プロレスラー仲間からは快く思われておらず、NWF設立時、悪評高いペドロ・マルティネスと組んだこと[18]、NWF設立によりNWAやWWWFを敵に回したため孤立してしまったこと[21]、金払いが悪かったこと[21]などが理由として挙げられている。有名なエピソードとして、1990年9月29日に丸の内のパレスホテルで行われた「アントニオ猪木レスラー生活30周年前夜祭」の席上で乾杯の挨拶を務めたものの、ステージ後方にいたルー・テーズ、ビル・ロビンソン、ニック・ボックウィンクル、ウィレム・ルスカ、ジョニー・バレンタインなどのゲストは誰一人グラスを持ち上げようとせず、パワーズの音頭を完全無視したことが挙げられる[18]。この話は書籍等の記述で流布しているが、事実ならば壇上の猪木を祝うべき乾杯の際、ゲストとして招かれた大レスラー達が私怨により杯を上げないという、猪木に対する常識では考え難い非礼な振る舞いが行われたことになる。
- NWF時代はカーリーヘアーであったが、カツラであった[39]。新日本プロレス初参戦時にNWFタイトルマッチを行った際に「俺の髪の毛は絶対に掴むな。もし掴んだら賠償金を取るぞ」と話し、レスラー間や新聞各社にもそのことを伝えた[40]。

## 得意技
- パワーズ・ロック（8の字固め）

得意技の足4の字固めをパワーロック（Powerlock）と称したが、日本ではパワーズ・ロックと呼ばれた。技をかけた際に相手の両足が「8」の字に見えるほか、4の字固めの2倍の強さがあるという意で8の字固めとも名付けられた。通常、足4の字固めは裏返しの姿勢になると技をかけている方にダメージが移行するとされるが、パワーズ・ロックは裏返しになっても相手にダメージを与え続けることができるので、表と裏の両方で2倍の威力があるため8の字というなどとの説もあった。しかしこの呼称も日本のみで、決め方が独特で特徴はあるが、普通の足4の字固めと明確に区別できるほどの相違点はない。1度決まったら外せない必殺技として恐れられ、ほとんどの試合でフィニッシュとして使った。特に新日本プロレスのマットではこの技以外でギブアップまたはフォールを奪った記録は残っていない。そしてこの技で猪木から新日本マットでのシングル戦で2度、タッグ戦で1度の合計3度ギブアップを奪っている。新日本設立以降の猪木のギブアップ負けは少なく、これは新日本マットでの最多記録である。これ以外にはタイガー・ジェット・シンとパット・パターソンに各1度ずつギブアップ負けがあるのみ。またこの技でのフィニッシュに繋げる為の執拗な足への攻撃もパワーズの代名詞で、「死神」のニックネームの由来となった。コーナーポストを利用した足殺しも多用した。
- エルボー・スマッシュ
- エルボー・ドロップ
- フライング・ニー・ドロップ
- ダブルアーム・スープレックス

## 獲得タイトル
NWF
- NWF世界ヘビー級王座：2回[16]
- NWF北米ヘビー級王座：12回[26]
- NWF世界タッグ王座：1回（w / チーフ・ホワイト・オウル）[17]

NWA
- NWA北米ヘビー級王座（オハイオ / バッファロー版）：1回[7]
- NWA USタッグ王座（オハイオ / バッファロー版）：2回（w / ムース・ショーラック、グレート・イゴール）[7]

NJPW
- NWA北米タッグ王座（ロサンゼルス / 日本版）：1回（w / パット・パターソン）[19]